# Алфа (Минесота)
Алфа (енгл. Alpha) град је у америчкој савезној држави Минесота.

## Демографија
По попису из 2010. године број становника је 116, што је 10 (-7,9%) становника мање него 2000. године.
| Група             | 2000.       | 2010.       |
| Белци             | 123 (97,6%) | 109 (94,0%) |
| Афроамериканци    | 0 (0,0%)    | 0 (0,0%)    |
| Азијати           | 2 (1,6%)    | 3 (2,6%)    |
| Хиспаноамериканци | 1 (0,8%)    | 1 (0,9%)    |
| Укупно            | 126         | 116         |